# 吉和義兼
吉和 義兼（よしわ よしかね、生没年不詳）は、戦国時代の山陽地方の商人。吉和義春（孫六）の長男、母は己斐直之の娘、正室は山中幸盛の娘、通称を孫左衛門。号を道林。
一説には吉和 時宣（よしわ　ときのぶ）ともいう。
墓所については、広島市西区の海蔵寺境内墓地にあり、法号は義兼道林居士である。

## 生涯
清和源氏である源義家の19代末裔と伝えられる。現在の広島市西区の草津に住し、魚などを商ったという。（一説には吉和家は清和天皇の末裔として地方でも有力な郷士であった為、草津城主児玉家は孫左衛門を重臣並みに優遇していたともされる。）そのころ児玉周防守の居城であった草津城に御用商人として出入りしていたが、孫左衛門が律儀で才覚に富んでいたために、1579年（天正7年）3月に周防守が仲人となり、将来見込みのありそうな孫左衛門と当時、毛利家からあずかっていた山中幸盛の娘の盛江（当時14歳）を結婚させたところ、案の定、孫左衛門は、しだいに出世して醸造業などを営むなどして分限者（財産家）となった。盛江との間に長男の彌右衛門常祐（範信）と二男の孫兵衛（一説に鴻池家始祖山中幸元）を儲けた。
孫左衛門と盛江は吉和屋（山中家）の菩提寺である広島市西区の浄教寺（浄土真宗）に埋葬されたが、1937年（昭和12年）に直系の子孫である山中三郎の手によって広島市西区の海蔵寺（曹洞宗）に改葬された。吉和系図に「山中鹿之助娘八重姫 天正2年2月3日病死。法名徳蔭了性大姉。墓地安芸草津海蔵寺ニアリ」（書籍、出雲富田城史・吉和義兼の項）と記されてあるが、これらは後年に創られたもので、孫左衛門と妻の盛江の没年日や戒名などの詳しいことは不明である。吉和屋（山中家）本家では、彌右衛門常祐（範信）から歴代の当主は本姓に山中姓を用いて吉和屋彌右衛門の通称を継承しており、山中三郎の代に至るまで吉和屋彌右衛門の通称を使用していた為、現在も墓石にもその通称が刻まれている。
一説に児玉周防守は、山中幸盛の娘を武士の家に嫁がせたならば、その子や孫が毛利家に復讐することを恐れたために、あえて商人の家に嫁がせたと伝えられている。